# BMW S85

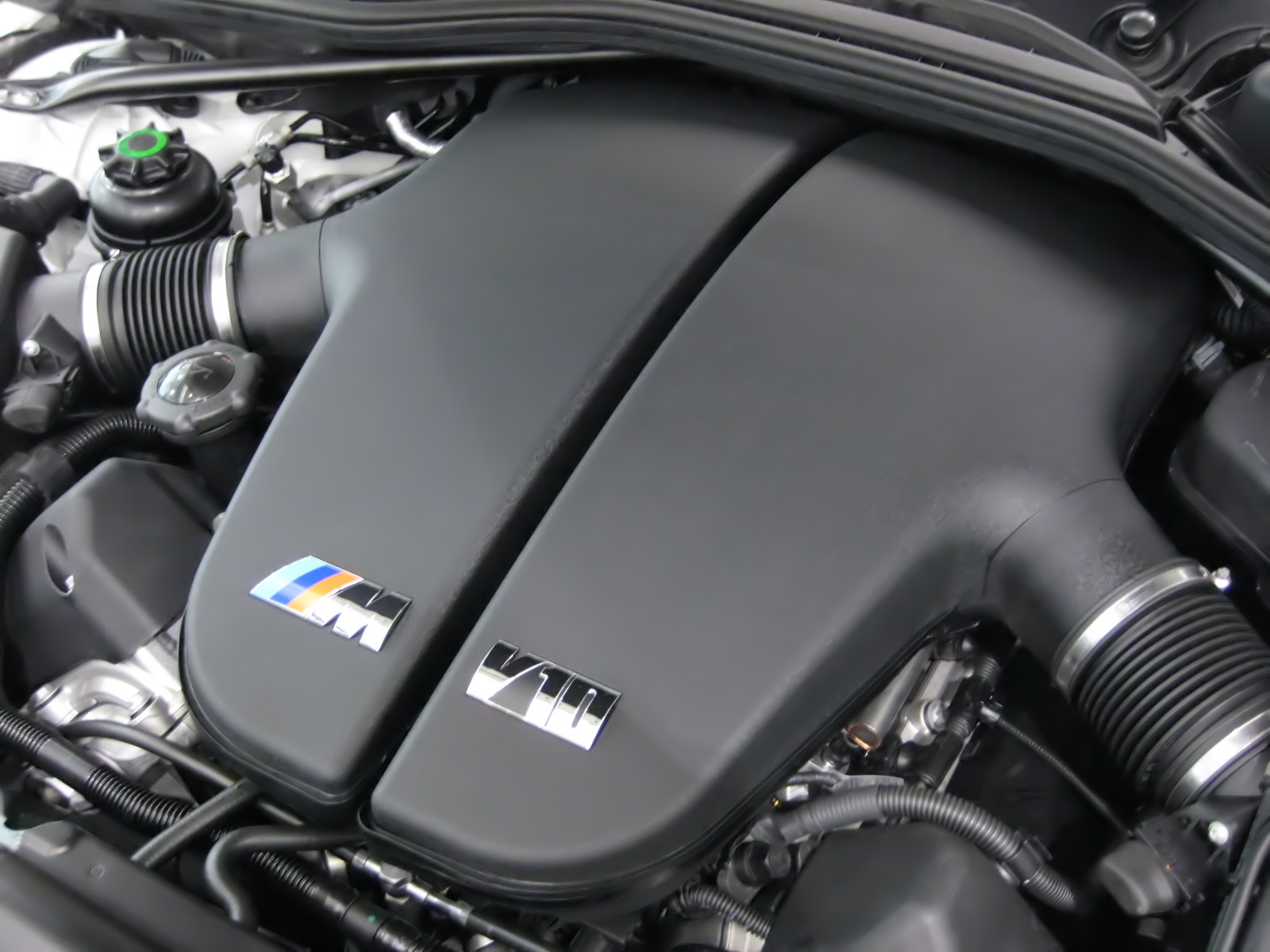
Silnik BMW S85B50

BMW S85 – samochodowy silnik tłokowy firmy BMW, produkowany w latach 2005–2010
| Liczba cylindrów           | 10                                 |
| Średnica cylindrów         | 92 mm                              |
| Skok tłoka                 | 75,2 mm                            |
| Pojemność                  | 4998 cm³                           |
| Stopień sprężania          | 12,0:1                             |
| Moc maksymalna             | 373 kW (507 KM) przy 7750 obr./min |
| Obroty maksymalne          | 8250 obr./min                      |
| Maksymalny moment obrotowy | 520 Nm przy 6100 obr./min          |

BMW S85B50 to 40-zaworowy, 10-cylindrowy tłokowy silnik samochodowy. Był stosowany jako napęd samochodów marki BMW: E60 M5 i E63 M6. Jego technologia oparta jest na silnikach zespołu BMW Williams F1. Silnik wygrał kilka nagród Silnika Roku, w kategoriach: najlepszy nowy silnik (2005), najlepszy silnik wyczynowy (2005, 2006 i 2007), najlepszy powyżej 4 litrów pojemności (2005, 2006, 2007 i 2008), a także główną nagrodę Silnik Roku w latach 2005 i 2006.